# فوهة باري

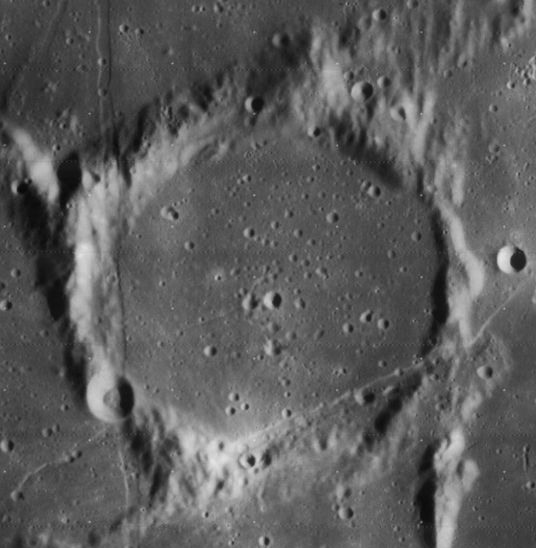
فوهة باري
(7.9°S 15.8°W)

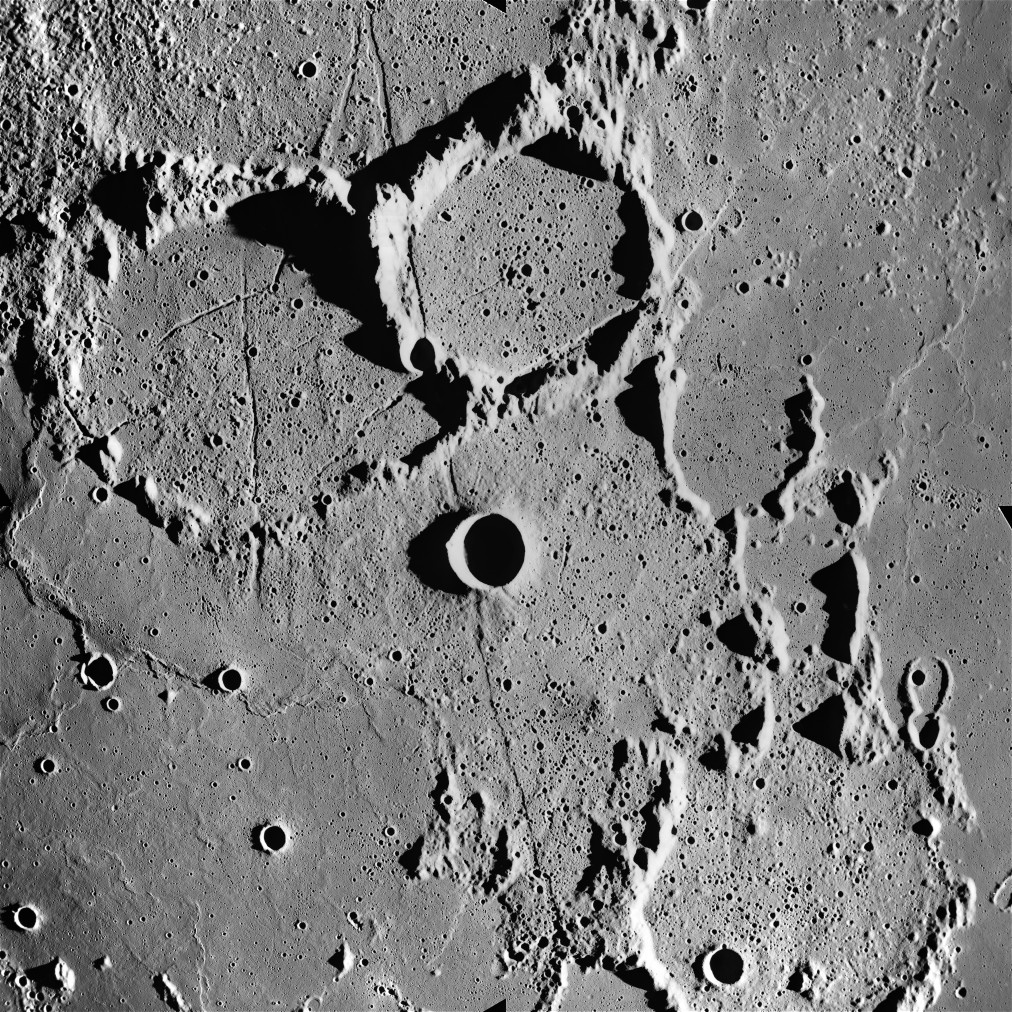
فوهة باري في أعلى منتصف الصورة، من بعثة أبولو 16 ، ناسا.

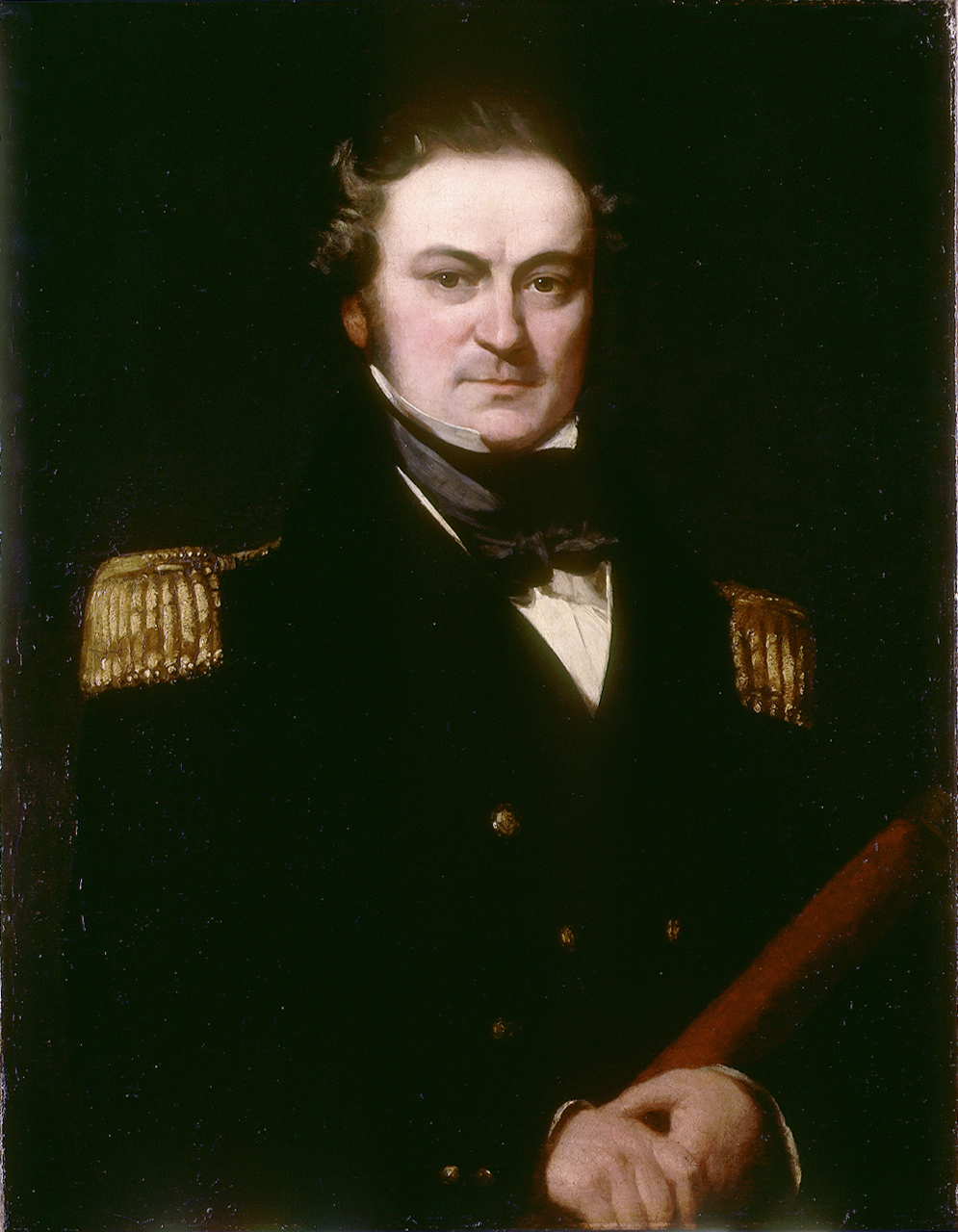
الأدميرال ويليام باري

فوهة باري (7.9°S 15.8°W) هي فوهة صدمية على سطح القمر متصلة بالحافة الجنوبية الشرقية من فوهة فرا مارو، ومتصلة من الغرب والجنوب الغربي بحافة بونبلاند، ويحدها من الجنوب فوهتي تولانسكي الصغيرة وغيريكا.
تمت تسمية الفوهة على اسم الأدميرال الإنجليزي ومكتشف المنطقة القطبية الشمالية ويليام باري.

## الوصف
يبلغ قطر الفوهة حوالي 48 كيلومتر، وعمقها 0.6 كيلومتر، وعلى زاوية 16° من شروق الشمس. تتميز الحواف الخارجية للفوهة بأنها بالية بشكل كبير ومشوهة بسبب عوامل البيئة والتعرية. وكأغلب فوهات القمر فإن أرضية الفوهة مغطاه بالحمم البركانية ومسطحة بدرجة كبيرة.

## فوهات القمر الصناعي
لرسم خريطة مماثلة لفوهات القمر يتم وضح حروف على كل جانب من جوانب الفوهة ومركزها لكل حرف منهم دلاله معينة.
| فوهة باري | خط طول | خط عرض  | القطر      |
| --------- | ------ | ------- | ---------- |
| B         | 8.9° S | 13.0° W | 1 كيلومتر  |
| C         | 6.8° S | 12.7° W | 3 كيلومتر  |
| D         | 7.9° S | 15.7° W | 3 كيلومتر  |
| E         | 8.3° S | 16.3° W | 6 كيلومتر  |
| F         | 7.6° S | 14.7° W | 4 كيلومتر  |
| L         | 6.3° S | 14.7° W | 7 كيلومتر  |
| M         | 8.9° S | 14.5° W | 26 كيلومتر |

حديثا قام الاتحاد الفلكي الدولي بإعادة تسمية هذه الحروف فعلى سبيل المثال
تمت إعادة تسمية فوهة باري A إلى فوهة تولانسكي

## وصلات خارجية
- فوهات القمر